# Államok vezetőinek listája 1916-ban
Ezen az oldalon az 1916-ban fennálló államok vezetőinek névsora olvasható földrészek, majd országok szerinti bontásban.

## Európa
- Albán Fejedelemség (monarchia)
  - Uralkodó – Vilmos fejedelem (1914–1925)
  - Kormányfő –
    1. Esat Toptani (1914–1916, Toptani-kormány)
    2. Aqif Elbasani (1916)
    3. üres (1916–1918), lista
- Andorra (parlamentáris társhercegség)
  - Társhercegek
    - Francia társherceg – Raymond Poincaré (1913–1920), lista
    - Episzkopális társherceg – Juan Benlloch i Vivó (1907–1919), lista
- Belgium (monarchia)
  - Uralkodó – I. Albert király (1909–1934)
  - Kormányfő – Charles de Broqueville (1911–1918), lista
- Bolgár Cárság (monarchia)
  - Uralkodó – I. Ferdinánd cár (1887–1918)
  - Kormányfő – Vaszil Radoszlavov (1913–1918), lista
- Dánia (monarchia)
  - Uralkodó – X. Keresztély király (1912–1947)
  - Kormányfő – Carl Theodor Zahle (1913–1920), lista
- Egyesült Királyság (parlamentáris monarchia)
  - Uralkodó – V. György Nagy-Britannia királya (1910–1936)
  - Kormányfő –
    1. Herbert Asquith (1908–1916)
    2. David Lloyd George (1916–1922), lista
- Franciaország (köztársaság)
  - Államfő – Raymond Poincaré (1913–1920), lista
  - Kormányfő – Aristide Briand (1915–1917), lista
- Görögország (monarchia)
  - Uralkodó – I. Konstantin király (1913–1917)
  - Kormányfő –
    1. Sztéfanos Szkúludisz (1915–1916)
    2. Alexandrosz Záimisz (1916)
    3. Nikolaosz Kalogeropulosz (1916)
    4. Szpíridon Lambrosz (1916–1917), lista
- Hollandia (monarchia)
  - Uralkodó – Vilma királynő (1890–1948)
  - Miniszterelnök – Pieter Cort van der Linden (1913–1918), lista
- Liechtenstein (parlamentáris monarchia)
  - Uralkodó – II. János herceg (1859–1929)
  - Kormányfő – Leopold Freiherr von Imhof (1914–1918), lista
- Luxemburg (monarchia)
  - Uralkodó – Mária Adelaida nagyhercegnő (1912–1919)
  - Kormányfő –
    1. Hubert Loutsch (1915–1916)
    2. Victor Thorn (1916–1917), lista
- Monaco (monarchia)
  - Uralkodó – I. Albert herceg (1889–1922)
  - Államminiszter – Émile Flach (1911–1917), ügyvivő, lista
- Montenegró (monarchia)
  - Uralkodó – I. Miklós király (1860–1918)[1]
  - Kormányfő –
    1. Milo Matanović (1915–1916)
    2. Lazar Mijušković (1916)
    3. Andrija Radović (1916–1917), lista
- Német Császárság (monarchia)
  - Uralkodó – II. Vilmos császár (1888–1918)
  - Kancellár – Theobald von Bethmann-Hollweg (1909–1917), lista
- Norvégia (monarchia)
  - Uralkodó – VII. Haakon király (1905–1957)
  - Kormányfő – Gunnar Knudsen (1913–1920), lista
- Olasz Királyság (monarchia)
  - Uralkodó – III. Viktor Emánuel király (1900–1946)
  - Kormányfő –
    1. Antonio Salandra (1914–1916)
    2. Paolo Boselli (1916–1917), lista
- Orosz Birodalom (monarchia)
  - Uralkodó – II. Miklós cár (1894–1917)
  - Kormányfő –
    1. Ivan Goremikin (1914–1916)
    2. Borisz Stürmer (1916)
    3. Alekszandr Trepov (1916–1917), lista
- Osztrák–Magyar Monarchia (monarchia)
  - Uralkodó –
    1. I. Ferenc József király (1848–1916)
    2. IV. Károly király (1916–1918)

  - Kormányfő –
    - Osztrák Császárság
      1. Karl von Stürgkh (1911–1916)
      2. Ernst von Körber (1916)
      3. Heinrich Clam-Martinic (1916–1917), lista

    - Magyar Királyság – Tisza István (1913–1917), lista
- Pápai állam (abszolút monarchia)
  - Uralkodó – XV. Benedek pápa (1914–1922)
- Portugália (köztársaság)
  - Államfő – Bernardino Machado (1915–1917), lista
  - Kormányfő –
    1. Afonso Costa (1915–1916)
    2. António José de Almeida (1916–1917), lista
- Román Királyság (monarchia)
  - Uralkodó – I. Ferdinánd király (1914–1927)
  - Kormányfő – Ion I. C. Brătianu (1914–1918), lista
- San Marino (köztársaság)
  - San Marino régenskapitányai:
    1. Alfredo Reffi és Luigi Lonfernini (1915–1916)
    2. Onofrio Fattori és Ciro Francini (1916)
    3. Gustavo Babboni és Giovanni Arzilli (1916–1917), régenskapitányok
- Spanyolország (monarchia)
  - Uralkodó – XIII. Alfonz király (1886–1931)
  - Kormányfő – Álvaro de Figueroa (1915–1917), lista
- Svájc (konföderáció)
  - Szövetségi Tanács:[2]
  - Eduard Müller (1895–1919), Ludwig Forrer (1902-1917), Arthur Hoffmann (1911–1917), Giuseppe Motta (1911–1940), Camille Decoppet (1912–1919), elnök, Edmund Schulthess (1912–1935), Felix Calonder (1913–1920)
- Svédország (parlamentáris monarchia)
  - Uralkodó – V. Gusztáv király (1907–1950)
  - Kormányfő – Hjalmar Hammarskjöld (1914–1917), lista
- Szerbia (monarchia)
  - Uralkodó – I. Péter király (1903–1921)[3]
  - Kormányfő – Nikola Pašić (1912–1918), miniszterelnök

## Afrika
- Dél-afrikai Unió (monarchia)
  - Uralkodó – V. György Nagy-Britannia királya (1910–1936)
  - Főkormányzó – Sydney Buxton (1914–1920), Dél-Afrika kormányát igazgató tisztviselő
  - Kormányfő – Louis Botha (1910–1919), lista
- Dervis Állam (el nem ismert állam)
  - Uralkodó – Mohammed Abdullah Hassan (1896–1920)
- Etiópia (monarchia)
  - Uralkodó –
    1. V. Ijaszu császár (1913–1916)
    2. Zauditu császárnő (1916–1930)

  - Régens – Rasz Tafari Makonnen (1916–1930)
  - Kormányfő – Habte Gijorgisz Dinagde (1909–1927), lista
- Libéria (köztársaság)
  - Államfő – Daniel Edward Howard (1912–1920), lista
- Marokkó (monarchia)
  - Uralkodó – Juszuf szultán (1912–1927)

## Dél-Amerika
- Argentína (köztársaság)
  - Államfő –
    1. Victorino de la Plaza (1914–1916)
    2. Hipólito Yrigoyen (1916–1922), lista
- Bolívia (köztársaság)
  - Államfő – Ismael Montes (1913–1917), lista
- Brazília (köztársaság)
  - Államfő – Venceslau Brás (1914–1918), lista
- Chile (köztársaság)
  - Államfő – Juan Luis Sanfuentes (1915–1920), lista
- Ecuador (köztársaság)
  - Államfő –
    1. Leónidas Plaza (1912–1916)
    2. Alfredo Baquerizo (1916–1920), lista
- Kolumbia (köztársaság)
  - Államfő – José Vicente Concha (1914–1918), lista
- Paraguay (köztársaság)
  - Államfő –
    1. Eduardo Schaerer (1912–1916)
    2. Manuel Franco (1916–1919), lista
- Peru (köztársaság)
  - Államfő – José Pardo y Barreda (1915–1919), lista
  - Kormányfő – Enrique de la Riva-Agüero y Looz Corswaren (1915–1917), lista
- Uruguay (köztársaság)
  - Államfő – Feliciano Viera (1915–1919), lista
- Venezuela (köztársaság)
  - Államfő – Victorino Márquez Bustillos (1914–1922), ideiglenes, lista

## Észak- és Közép-Amerika
- Amerikai Egyesült Államok (köztársaság)
  - Államfő – Thomas Woodrow Wilson (1913–1921), lista
- Costa Rica (köztársaság)
  - Államfő – Alfredo González Flores (1914–1917), lista
- Dominikai Köztársaság (USA megszállás alatt)
- 1916. május 5-én az Amerikai Egyesült Államok megszállta.
  - Államfő –
    1. Juan Isidro Jimenes Pereyra (1914–1916)
    2. Államtitkárok Tanácsa (1916)
    3. Francisco Henríquez y Carvajal (1916), lista

  - Kormányzó – Harry Shepard Knapp (1916–1918), Santo Domingo kormányzója
- Salvador (köztársaság)
  - Államfő – Carlos Meléndez (1915–1918), lista
- Guatemala (köztársaság)
  - Államfő – Manuel Estrada Cabrera (1898–1920), lista
- Haiti (USA-megszállás alatt)
  - Katonai parancsnok – Az Amerikai Egyesült Államok hadserege (1915–1934)
  - Államfő – Philippe Sudré Dartiguenave (1915–1922), lista
- Honduras (köztársaság)
  - Államfő – Francisco Bertrand (1913–1919), lista
- Kanada (parlamentáris monarchia)
  - Uralkodó – V. György király (1910–1936)
  - Főkormányzó –
    1. Artúr herceg (1911–1916)
    2. Victor Cavendish (1916–1921), lista

  - Kormányfő – Sir Robert Borden (1911–1920), lista
- Kuba (köztársaság)
  - Államfő – Mario García Menocal (1913–1921), lista
- Mexikó (köztársaság)
  - Államfő – Venustiano Carranza (1914–1920), lista
- Nicaragua (köztársaság)
  - Államfő – Adolfo Díaz (1911–1917), lista
- Panama (köztársaság)
  - Államfő –
    1. Belisario Porras Barahona (1912–1916)
    2. Ramón Maximiliano Valdés (1916–1918), lista
- Új-Fundland (monarchia)
  - Uralkodó – V. György király (1910–1936)
  - Kormányzó – Sir Walter Edward Davidson (1913–1917)
  - Kormányfő – Sir Edward Patrick Morris (1909–1917), lista

## Ázsia
- Afganisztán (monarchia)
  - Uralkodó – Habibullah Kán emír (1901–1919)
- Aszír (idríszida emírség)
  - Uralkodó – Muhammad ibn Ali al-Idríszi (1909–1923), emír
- Buhara
  - Uralkodó – Mohammed Alim kán (1911–1920)
- Dzsebel Sammar (monarchia)
  - Uralkodó – Szaúd bin Abdulazíz (1910–1920), Dzsebel Sammar emírje
- Hidzsáz (monarchia)
- 1916. június 10-én alakult meg, júliusban nyerte el függetlenségét.
  - Uralkodó – Huszejn ibn Ali király (1908–1924)[4]
- Hiva
  - Uralkodó – Iszfandijar Dzsurdzsi Bahadur kán (1910–1918)
- Japán (császárság)
  - Uralkodó – Josihito császár (1912–1926)
  - Kormányfő –
    1. Ókuma Sigenobu (1914–1916)
    2. Teraucsi Maszatake (1916–1918), lista
- Kína
  -  Kínai Császárság (monarchia)
  - A Pekingi Kormányzat 1916. március 22-én megdöntötte.
    - Uralkodó – Jüan Si-kaj császár (1915–1916)
    - Kormányfő – Lu Ceng-ciang (1915–1916), lista

  -  Pekingi Kormányzat
  - 1916. március 22-én helyreállt.
    - Államfő –
      1. Jüan Si-kaj (1916)
      2. Li Juan-hong (1916–1917), Kína katonai kormányzatának generalisszimusza

    - Kormányfő –
      1. Hszu Si-csang (1916)
      2. Duan Csi-ruj (1916–1917), ügyvivő, Kína Államtanácsának ideiglenes elnöke

  -  Mongólia (Kína Pekingi Kormányzata megszállása alatt)
    - Uralkodó – Bogdo kán (1911–1919)
    - Kormányfő – Töksz-Ocsirin Namnanszüren (1912–1919), lista

  -  Tibet (el nem ismert, de facto független állam)
    - Uralkodó – Tubten Gyaco, Dalai láma (1879–1933)
- Maszkat és Omán (abszolút monarchia)
  - Uralkodó – Tajmur szultán (1913–1932)
- Nedzsd és Hasza Emírség (monarchia)
  - Uralkodó – Abdul-Aziz emír (1902–1953)[5]
- Nepál (alkotmányos monarchia)
  - Uralkodó – Tribhuvana király (1911–1950)
  - Kormányfő – Csandra Samser Dzsang Bahadur Rana (1901–1929), lista
- Oszmán Birodalom (monarchia)
  - Uralkodó – V. Mehmed szultán (1909–1918)
  - Kormányfő – Szaid Halim Pasa (1913–1917), lista
- Perzsia (monarchia)
  - Uralkodó – Ahmad Sah Kadzsar sah (1909–1925)
  - Kormányfő –
    1. Abdol-Hoszein Farman Farma (1915–1916)
    2. Mohamad Vali Kán Tonekaboni (1916)
    3. Haszan Voszugh ad-Douleh (1916–1917), lista
- Sziám (parlamentáris monarchia)
  - Uralkodó – Vadzsiravudh király (1910–1925)

## Óceánia
- Ausztrália (parlamentáris monarchia)
  - Uralkodó – V. György Ausztrália királya (1910–1936)
  - Főkormányzó – Sir Ronald Munro Ferguson (1914–1920), lista
  - Kormányfő – Billy Hughes (1915–1923), lista
- Új-Zéland (parlamentáris monarchia)
  - Uralkodó – V. György Új-Zéland királya (1910–1936)
  - Kormányzó – Arthur Foljambe[6] (1912–1920), lista
  - Kormányfő – William Massey (1912–1925), lista